# Eerste lief
"Eerste lief" is een single van de Nederlandse zanger Guus Meeuwis. Het nummer werd uitgebracht als de tweede track op het album Guus Meeuwis uit 2002.

## Achtergrond
Eerste lief is geschreven door Gerard Van Duijn en Jaap den Hollander en geproduceerd door Rob van Donselaar. Het is de tweede single van de solocarrière van Guus Meeuwis. Het was, net als de eerste solo-single Leve het leven geen groot succes, met enkel een 85e plek in de Single top 100. De volgende single Brabant werd echter wel een groot succes en was de gewenste start van Guus Meeuwis solocarrière. Het nummer gaat over de eerste relatie en dat je deze nooit vergeet. In het nummer wordt er afgevraagd of dezelfde gevoelens terugkomen als ze oude geliefden elkaar opnieuw tegenkomen.